# Nowyje Kijazły
Nowyje Kijazły (ros. Новые Киязлы) – wieś (dieriewnia) w Rosji, w Tatarstanie, w rejonie aksubajewskim. W 2010 liczyła 90 mieszkańców, głównie Czuwaszy.